# Smith, Elder & Co.
La Smith, Elder and Company è stata una delle più importanti case editrici del XIX secolo, con sede a Londra. Tra i suoi autori più celebri si annoverano le sorelle Brontë, George Eliot, John Ruskin e Anthony Trollope. La casa editrice è nota anche per aver prodotto la prestigiosa rivista letteraria Cornhill Magazine e per aver fondato il Dictionary of National Biography, un'opera enciclopedica di riferimento per la biografia britannica.

## Storia
La Smith, Elder and Company fu fondata nel 1816 da George Smith (1789–1846) e Alexander Elder. Smith, originario del nord della Scozia, si trasferì a Londra dove lavorò inizialmente presso la casa editrice Rivington e successivamente come impiegato per John Murray, uno degli editori più influenti dell'epoca. Nel 1816, Smith lasciò Murray per avviare una propria attività insieme a Elder, anch'egli scozzese, originario di Banff, nell'Aberdeenshire.
La casa editrice si trasferì presto al numero 65 di Cornhill, dove rimase di proprietà della famiglia Smith fino alla morte di Reginald Smith nel 1916. In seguito, l'azienda, con l'eccezione del Dictionary of National Biography, fu acquisita da John Murray.

## Pubblicazioni principali
Smith, Elder and Company pubblicò numerose opere letterarie di rilievo, tra cui:
- Le opere delle sorelle Brontë, inclusi Jane Eyre di Charlotte Brontë.[1]
- I lavori di John Ruskin, uno dei critici d'arte più influenti del periodo vittoriano.[1]
- Le opere di Anthony Trollope, romanziere tra i più noti della sua epoca.[1]
- La produzione del periodico letterario Cornhill Magazine, che ebbe un ruolo centrale nella diffusione della letteratura vittoriana.[1]

## Archivio storico
L'archivio della Smith, Elder and Company è ora parte dell'archivio di John Murray e include importanti documenti aziendali e corrispondenze con autori di rilievo come Elizabeth Gaskell, John Ruskin e Anthony Trollope. Tra i materiali conservati si trovano contratti di copyright, registri delle spese di produzione e documenti relativi alla vendita della casa editrice.
Alcune opere pubblicate inizialmente da Smith, Elder e successivamente rilevate da John Murray sono catalogate nei registri dell'archivio John Murray (Acc.12927).

## Acquisizione e impatto culturale
L'acquisizione da parte di John Murray segnò la fine della gestione familiare della Smith, Elder and Company, ma non ne offuscò il ruolo nella storia dell'editoria britannica. Le pubblicazioni di questa casa editrice hanno contribuito significativamente allo sviluppo della letteratura e della cultura inglese del XIX secolo, consolidandosi come punto di riferimento per scrittori e lettori dell'epoca.